# طائر الرعد 6 (فلم)
طائر الرعد 6 (بالإنجليزية: Thunderbird 6) هو فيلم مغامرة تم إنتاجه في المملكة المتحدة وصدر في سنة 1968.

## وصلات خارجية
- طائر الرعد 6 على موقع IMDb (الإنجليزية)
- طائر الرعد 6 على موقع روتن توميتوز (الإنجليزية)
- طائر الرعد 6 على موقع نتفليكس (الإنجليزية)
- طائر الرعد 6 على موقع Turner Classic Movies (الإنجليزية)
- طائر الرعد 6 على موقع أول موفي (الإنجليزية)
- طائر الرعد 6 على موقع فيلمافينيتي (الإسبانية)
- طائر الرعد 6 على موقع قاعدة بيانات الفيلم (الإنجليزية)
- طائر الرعد 6 على موقع ليتربوكسد (الإنجليزية)
- طائر الرعد 6 على موقع كينوبويسك (الروسية)

1. 1 2 3 4 5 6 7 8 9 10  وصلة مرجع: http://www.imdb.com/title/tt0063694/. الوصول: 2 مايو 2016.